# Verena Boos

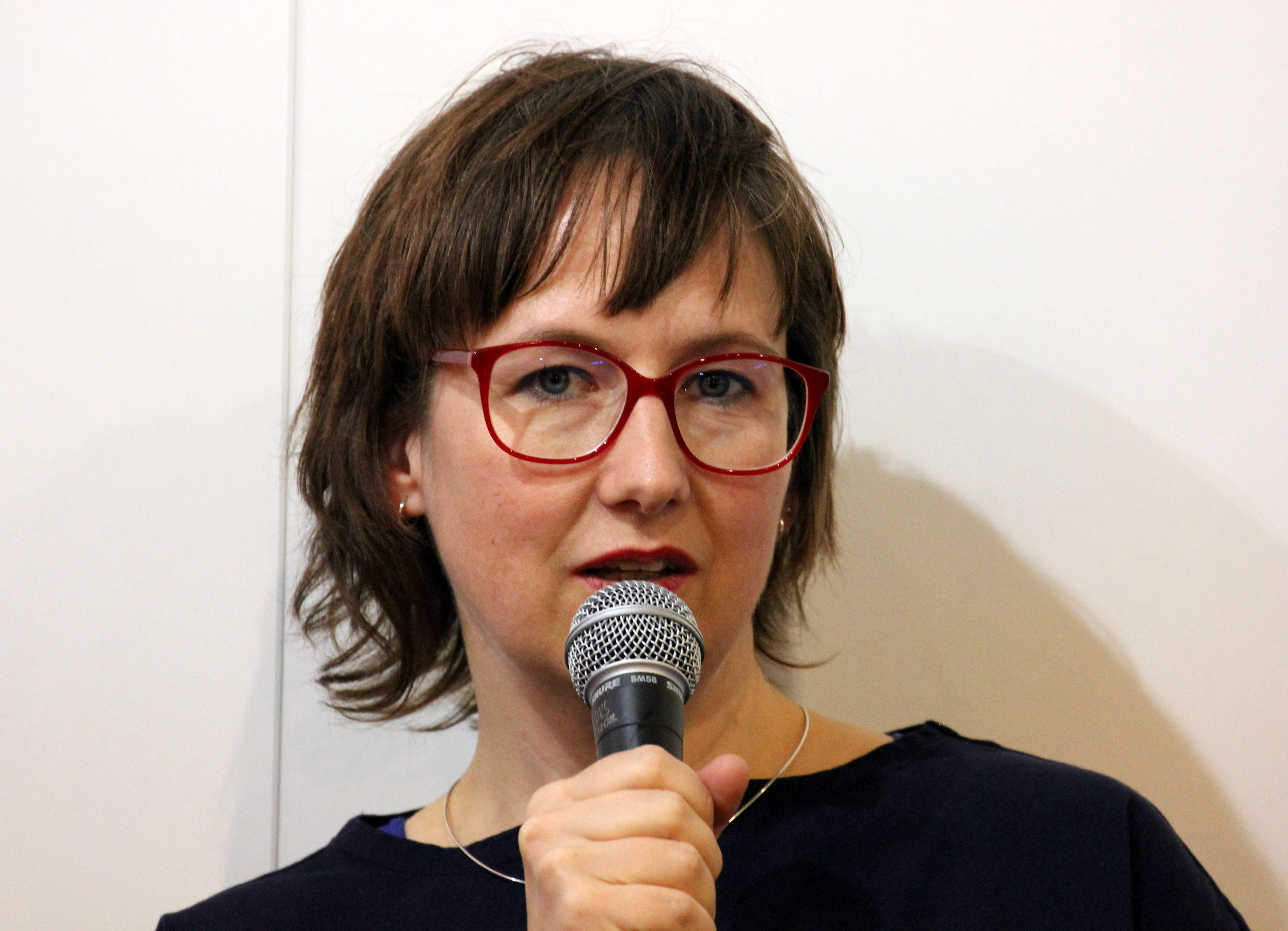
Verena Boos auf der Frankfurter Buchmesse 2017

Verena Boos (* 1977 in Rottweil) ist eine deutsche Schriftstellerin.

## Leben
Sie studierte Anglistik, Geschichte und Soziologie an den Universitäten Konstanz, Bologna und Glasgow. 2005 wurde sie am Europäischen Hochschulinstitut Florenz mit einer Arbeit über nationale Identitäten und Interessen in Schottland und Katalonien promoviert.

## Leistungen
2011 war sie Stipendiatin des Klagenfurter Literaturkurs und im Folgejahr der Schreibwerkstatt der Jürgen Ponto-Stiftung. 2012 kam sie beim Open Mike der Literaturwerkstatt Berlin ins Finale und wurde 2012/2013 sowie 2016/2017 für die Bayerische Akademie des Schreibens im Literaturhaus München ausgewählt.
Ihr Debütroman Blutorangen erschien 2015 im Aufbau-Verlag Berlin und wurde mit dem Grimmelshausen-Förderpreis der Stadt Gelnhausen, dem Debütpreis des Buddenbrookhauses in Lübeck sowie dem Mara-Cassens-Preis für das beste literarische Debüt des Jahres 2015 ausgezeichnet. Der Roman schildert die Geschichte einer deutsch-spanischen Familie über drei Generationen und thematisiert die Verstrickungen der Franquisten in den Krieg des Deutschen Reichs gegen die Sowjetunion und die Aufarbeitung der Geschichte der republikanischen Opfer des Franquismus. Im Mai 2017 erschienen die Übersetzungen ins Spanische und Katalanische als Naranjas de Sangre bei Plataforma Editorial und Taronges de Sang bei Bromera.
2016 war sie Stipendiatin des Hessischen Literaturrats in der Aquitaine und eingeladen zum Festival du Premier Roman in Chambery.
2017 arbeitet sie als Stipendiatin des internationalen Austauschprogramms „Memory Work“ der Bundesstiftung zur Aufarbeitung der SED-Diktatur in Madrid am Consejo Superior de Investigaciones Científicas (Spanish National Research Council), Institut für Sprache, Literatur und Anthropologie. Sie ist Mitglied der Frankfurt Memory Studies Platform an der Universität Frankfurt.
Ihr zweiter Roman Kirchberg erschien im September 2017 wiederum im Aufbau-Verlag Berlin und handelt von einer Frau, die ihre Sprache verliert und in das Dorf ihrer Kindheit und Jugend zurückkehrt.

## Werke
- Bypassing regional identity : a study of identifications and interests in Scottish and Catalan press commentary on European integration, 1973–1993. Florenz 2005.
- Blutorangen. Roman. Aufbau-Verlag, Berlin 2015. ISBN 978-3-351-03594-5
- Kirchberg. Roman. Aufbau-Verlag, Berlin 2017. ISBN 978-3-351-03690-4
- Nachgehen. Eine Spurensuche auf Walter Benjamins letzter Fluchtroute, in: Zeithistorische Forschungen 15 (2018), S. 523–538.
- Die Taucherin, Kanon Verlag, Berlin 2024. ISBN 978-3-985-68130-3